# Dragoslavele
Dragoslavele è un comune della Romania di 2 534 abitanti, ubicato nel distretto di Argeș, nella regione storica della Muntenia.
Il comune è formato dall'unione di 2 villaggi: Dragoslavele e Valea Hotarului.
Il comune è situato al confine con il distretto di Brașov e con il distretto di Dâmbovița.
Dal Medioevo e fino al 1914, Dragoslavele è stato un importante posto di confine tra la Valacchia e le terre degli Asburgo, divenute poi l'Impero Austroungarico. Durante la prima guerra mondiale, nell'ottobre 1916, nei pressi di Dragoslavele avvenne una violenta battaglia tra l'esercito romeno e le forze tedesche.